# ダーケスト・マインド
『ダーケスト・マインド』（The Darkest Minds）は2018年のアメリカ合衆国のSF映画。監督はジェニファー・ユー・ネルソン、主演はアマンドラ・ステンバーグが務めた。本作はアレクサンドラ・ブロッケンが2012年に発表した小説『The Darkest Minds』を原作としている。なお、ネルソンにとって本作が実写映画監督デビュー作となった。
本作は日本国内で劇場公開されなかったが、2019年4月5日にDVDが発売された。

## ストーリー
近未来のアメリカ。IANNという未知のウイルスが猛威を振るっており、それに感染した子供たちの98%が命を落としていた。ウイルス感染後も生き残った2%の子供たちは超能力を使えるようになったが、政府はこれを脅威と見なし、彼/彼女らを僻地の施設に隔離することにした。
ルビーは10歳の誕生日に超能力者の素質が顕現したが、それを知らないルビーは自分のことで両親に心配をかけたくないと願ったことで両親の自分に関する記憶を誤って全て消去してしまう。こうしてルビーは施設に収容されることとなる。それから6年後、ルビーは最も優れた超能力の使い手になっていた。しかし、彼女が隠していた能力が知られてしまったため、ルビーは生命の危機に陥るが、政府のやり方に反感を抱いている医師ケイトの協力を得て、何とか施設を脱走する。
ルビーは逃亡の途中で偶然に出会った、同じように矯正施設から脱走した過去を持つリアムたちとともに、超能力者たちの安息の地である「イーストリバー」を目指すことになる。追っ手から逃れ、ようやく「イーストリバー」に辿り着いたルビーだったが、大統領の息子で「イーストリバー」のリーダーであるクランシーが実は超能力を使って世界征服を企んでいることを知ると、激しい戦いの末に「イーストリバー」を脱出する。しかし、その際に旅の仲間であるチャブスが重傷を負ったためにルビーはケイトらの反政府グループ「リーグ」に助けを求める。
リーグもクランシー同様に子供たちの能力を武器として使うだけであることを知るルビーはリーグへの協力を拒むが、愛するリアムをリーグから解放するために、自らの能力を使ってリアムの記憶から自分を消し、代わりにリーグに協力することを決心する。

## キャスト
カッコ内は日本語吹替
- ルビー・デイリー: アマンドラ・ステンバーグ（白石涼子） - 他人の心を読んだり操ったりできる「オレンジ」の少女。アフリカ系。10歳の誕生日に父からプレゼントされた「ぐでたま」のストラップを所持している。
  - 幼少期: リディア・ジュウェット（朝井彩加） - 収容施設で自らの能力を使って自らの能力を隠蔽する。
- ケイト・ベグビー医師: マンディ・ムーア（森なな子） - 反政府グループのメンバー。ルビーを収容所から救出する。
- レディ・ジェーン: グェンドリン・クリスティー（斉藤貴美子） - 能力者の子供たちを狙う賞金稼ぎ。
- リアム・スチュワート: ハリス・ディキンソン（矢野正明） - 念動力を持つ「ブルー」の少年。白人。ルビーと惹かれ合う。
- チャブス/チャールズ: スカイラン・ブルックス（英語版）（須藤翔） - 高い知能を持つ「グリーン」の少年。アフリカ系。
- ズー/スズメ: ミヤ・チェフ - 電気を操る「ゴールド」の幼い少女。アジア系。
- クランシー・グレイ: パトリック・ギブソン（英語版）（川島得愛） - 大統領の息子。「オレンジ」の少年。
- モリー・デイリー: ゴールデン・ブルックス（英語版） - ルビーの母。
- ヴァイスロイ医師: ウォレス・ランガム - ルビーに操られてルビーの能力を「グリーン」に評価。
- グレイ大統領: ブラッドリー・ウィットフォード（魚建）
- ロブ・メドウズ: マーク・オブライエン（玉木雄士） - ケイトの仲間。能力者を武器として利用。
- マクナマス大尉: ウェイド・ウィリアムズ（浦山迅） - 収容施設の冷酷な監督者。

## 製作
2014年9月15日、20世紀フォックスがアレクサンドラ・ブロッケンの小説『The Darkest Minds』の映画化権を獲得し、チャド・ホッジに脚色を依頼したと報じられた。2016年7月12日、長らくアニメ業界で活躍していたジェニファー・ユー・ネルソンが本作の監督に起用されることになったとの報道があった。

### キャスティング
2016年9月26日、アマンドラ・ステンバーグが本作に出演することになったと報じられた。2017年1月17日、ハリス・ディッキンソンが本作に出演するとの報道があった。2月、ミヤ・チェフとスカイラン・ブルックスの出演が決まった。3月、マンディ・ムーアとパトリック・ギブソン、グェンドリン・クリスティーがキャスト入りした。4月、ゴールデン・ブルックスが起用されたと報じられた。

### 撮影
2017年4月、本作の主要撮影がジョージア州アトランタで始まった。

## マーケティング
2018年3月28日、本作のファースト・トレイラーが公開された。7月16日、劇中のクリップ映像が公開された。

## 興行収入
本作は『Death of a Nation: Can We Save America a Second Time?』及び『プーと大人になった僕』、『バッド・スパイ』と同じ週に封切られ、公開初週末に800万ドル前後を稼ぎ出すと予想されていたが、実際の数字はそれを下回るものとなった。2018年8月3日、本作は全米3127館で公開され、公開初週末に584万ドルを稼ぎ出し、週末興行収入ランキング初登場8位となった。この数字は3000館以上の規模で封切られた作品としては異例の低さとなった。

## 評価
本作は批評家から酷評されている。映画批評集積サイトのRotten Tomatoesには120件のレビューがあり、批評家支持率は17%、平均点は10点満点で4.1点となっている。サイト側による批評家の見解の要約は「『ザ・ダーケスト・マインズ』は汗牛充棟のヤングアダルト向け映画に属する作品でありながら、他の作品との差異化を図ろうとしていない。それ故、ほとんどの観客はそのディストピア描写に既視感を抱いてしまう。」となっている。また、Metacriticには28件のレビューがあり、加重平均値は39/100となっている。なお、本作のCinemaScoreはBとなっている。